# Shinjuku Center Building
 Il Shinjuku Center Building (新宿センタービル?, Shinjuku Sentā Biru)  è un grattacielo nel quartiere degli affari di Nishi-Shinjuku a Shinjuku, Tokyo, Giappone.

## Caratteristiche
L'edificio ha un'altezza di 223 metri e ha 54 piani. L'edificio è stato inaugurato il 31 ottobre 1979 ed è stato completamente rinnovato nel 1998. Serve da quartier generale della Taisei Corporation. L'edificio funge da luogo di lavoro per 10.000 persone ed è visitato ogni giorno da oltre 25.000 persone.
Nel 2009, l'edificio è stato il primo al mondo ad essere adattato con ammortizzatori sismici per sopprimere le vibrazioni causate dal movimento a lungo termine del suolo dei terremoti. Sui piani da 15 a 39 sono stati installati 288 ammortizzatori dell'olio. Di conseguenza, durante il terremoto del Grande Giappone orientale del 2011, il rapporto di smorzamento era più elevato e la risposta inferiore del 20% rispetto a quella che sarebbe stata senza gli ammortizzatori.

## Nella cultura di massa
- L'edificio è apparso nel film del 1984 The Return of Godzilla.
- Lo scalatore francese Alain Robert si arrampicò con successo sull'edificio nel 1998 e fu arrestato una volta raggiunto la cima.[4]